# Kamopanorpa mongolica
Kamopanorpa mongolica is een fossiele soort schietmot uit de familie Microptysmatidae.